# Traité de Kalisz (1343)
Le traité de Kalisz (en polonais : pokój kaliski ; en allemand : Vertrag von Kalisch) est un traité de paix conclu le 8 juillet 1343 entre le royaume de Pologne sous le règne de Casimir le Grand et l'État teutonique sous le grand maître Ludolf König von Wattzau. Il met officiellement fin à la guerre polono-teutonique en Poméranie orientale.

## Historique
Le duché de Poméranie orientale avec le port de Dantzig, un fief du royaume de Pologne, a été occupé par les troupes des margraves Othon IV et Valdemar de Brandebourg en 1308, avec pour conséquence que le castellan polonais, représentant de Ladislas Ier de Pologne, appelait l'ordre Teutonique à l'aide. Lorsqu'une armée des chevaliers avec le maître Heinrich von Plötzke à la tête se rapprochait de la ville, les Brandebourgeois se sont retirés. Dans la nuit du 12 au 13 novembre 1308, Dantzig fut pris d'assaut par les chevaliers, entraînant la mort d'un nombre indéterminé de citoyens. Finalement, Valdemar cède ses exigences sur Dantzig et la Poméranie orientale à l'ordre Teutonique contre 10 000 marcs d'argent au traité de Soldin conclu avec le grand maître Siegfried von Feuchtwangen le 13 septembre 1309.
L'ordre Teutonique a occupé toute la Poméranie orientale sans rencontrer beaucoup de résistance et le grand maître transféra son siège de Venise au château de Marienbourg. L'accord de Soldin de 1309 fut contesté par les princes polonais divisés. Néanmoins, en 1343, le roi Casimir III de Pologne reconnaît cette acquisition par le traité de Kalisz. Valdemar y conserve cependant les châtellenies de Słupsk (Stolp) et de Sławno (Schlawe). Mais dès 1317 ces fiefs sont rétrocédés avec la ville de Darłowo (Rügenwalde) au duc Warcisław IV de Poméranie-Wolgast faisant partie de la Poméranie ultérieure.
La Cujavie et la région de Dobrzyń sont annexées à la Pologne en échange de l’offrande perpétuelle de la Poméranie de Dantzig et de la région de Culm à l’Ordre. Le pape Clément VI refuse de ratifier cet accord.  
Cet accord de paix n’était pas jugé équitable par la Pologne, mais à ce moment, c’est ce qu’elle pouvait obtenir de mieux : récupérer une partie des territoires revendiqués, sécuriser sa frontière nord et créer des bases légales pour d’éventuelles futures  revendications.